# 1106
1106 (MCVI) a fost un an obișnuit al calendarului iulian.

## Evenimente
- 22 martie: Bătălia de la Pont de Vise dintre Henric al IV-lea și Henric al V-lea; cel din urmă este nevoit să se refugieze la Liege.
- 13 mai: Conții de Louvain, totodată și duci de Brabant, se înstăpânesc asupra Lorenei Inferioare, sub Godefroy I.
- 28 septembrie: Bătălia de la Tinchebray. Regele Henric I Beauclerc al Angliei obține victoria asupra ducelui Normandiei, Robert I Courteheuse, și îl închide în castelul Devizes; anglo-saxonul Edgar Atheling și Guillaume Clito, contele de Flandra, sunt de asemenea luați prizonieri; Normandia trece în stăpânirea regilor Angliei.
- 22 octombrie: Conciliul de la Guastalla: Papa Pascal al II-lea reînnoiește interdicția asupra învestiturilor laice.

### Nedatate
- septembrie: Sultanul selgiucid Kilidj-Arslan cucerește Melitene (Malatya) și Mayafarikin de la dinaștii artukizi.
- Arhiepiscopul de Hamburg, Frederic I, încheie un contract cu coloni originari din Țările de Jos, pe care îi stabilește în jurisdicția sa.
- Contele de Urgell ocupă orașul Balaguer de la maurii din Spania.
- Crearea a două dioceze în teritoriul islandez.
- O puternică revoltă din Samogitia conduce la expulzarea creștinilor de rit bizantin din provinciile baltice.
- Regele Boleslaw al III-lea începe un război împotriva fratelui său, Zbigniew, pentru controlul asupra Poloniei.
- Regele Filip I al Franței renunța la dreptul de învestitură a episcopilor.

## Arte, științe, literatură și filozofie
- 29 iunie: Traducătorul evreu din Spania Moshe Sephardi, culegător și traducător a numeroase povești și cântece arăbești și indiene, se convertește la creștinism, sub numele de Pedro Alonso, după care se stabilește în Anglia.
- Moscheile din Tlemcen, Alger și Marrakech capătă o puternică influență andaluză.
- Începe construirea catedralei Southwark, din Londra.
- Înființarea spitalului St. Thomas, din Londra.

## Înscăunări
- 6 ianuarie: Henric al V-lea, încoronat ca Imperiul romano-german împărat romano-german (1106-1125).
- 13 mai: Godefroy I, duce al Lorenei Inferioare.
- 2 septembrie: Ali ibn Yusuf, conducător al statului almoravid (1106-1143).
- Turlough O'Connor, rege în statul irlandez Connaught (1106-1156).

## Nașteri
- Alexios al II-lea Comnen, împărat bizantin (d. 1142).
- Conrad al II-lea de Luxemburg (d. 1136).
- Khwaya Ahmad Yasavi, poet turc (d. 1166).
- Magnus I, rege suedez în Gothenland (d. 1134).
- Papa Celestin al III-lea (d. 1198).

## Decese
- 19 mai: Geoffroy al IV-lea Martel, conte de Anjou (n. ?)
- 7 august: Henric al IV-lea, împărat occidental (n. 1050).
- 23 august: Magnus, duce de Saxonia (n. 1045).
- 2 septembrie: Yusuf ibn Tashfin, conducător almoravid în Spania și Africa de nord (n. ?)
- 7 octombrie: Hugues de Bourgogne, arhiepiscop de Lyon (n. ?)
- Ali ibn Tahir al-Sulami, jurist și filolog arab din Siria (n. ?)
- Jimena Diaz, soția Cidului (n. 1054).